# Sabero
Sabero è un comune spagnolo di 1 727 abitanti situato nella comunità autonoma di Castiglia e León.

## Toponimo
Il centro abitato anticamente era denominato in latino Villa Sancti Petri, dal santo titolare fin da tempi remoti della parrocchia locale.
Il nome di Sabero fu adottato dalla fusione e trasformazione dell'antica denominazione in Sampero e Sabero. Nel XV secolo il paese era chiamato Villa de San Pedro Apóstol de Valdesabero.